# OpenSUSE
openSUSE (произносится как /ˌoʊpənˈsuːzə/) — дистрибутив Linux.  Был основан на дистрибутиве Slackware, однако был значительно переделан и представляет собой обособленный дистрибутив, отличается от последнего форматом пакетов, а также системой настройки и администрирования YaST. Со временем SUSE включила в себя много аспектов Red Hat Linux (использование системы RPM и /etc/sysconfig). Цикл выпуска новых версий — 1 год.
Проект openSUSE включает в себя вики-проект, портал для пользователей, «Build Service» для разработчиков, арт-проект для дизайнеров, почтовую рассылку и каналы IRC на разных языках, Suse Studio для создания своей openSUSE, который сейчас был объединён с Open Build Service, и называется «SUSE Studio Express».

## История
История SUSE Linux началась с того момента, когда в середине 1992 года Питер Макдональд (Peter MacDonald) выпустил один из первых дистрибутивов Linux — SLS. Это был дистрибутив, который впервые предлагал пользователю не просто ядро и набор основных утилит, но также широкий набор другого программного обеспечения (включая поддержку XFree86 и TCP/IP). Вдохновлённый SLS, Патрик Фолькердинг (Patrick Volkerding) создал знаменитый дистрибутив Slackware Linux, который, в свою очередь, послужил основой для многих других дистрибутивов.
В это же время в Германии появилась компания «Gesellschaft für Software- und System-Entwicklung» («Программная и системная разработка»), сокращённо «S.u.S.E», которая занималась консультированием по вопросам Unix-систем. Кроме того, фирма регулярно выпускала программные пакеты, включавшие SLS и Slackware, печатала руководства для UNIX и Linux. В 1994 году они выпустили первую CD-версию SLS/Slackware под именем S.u.S.E Linux 1.0. Позднее, в 1996 году, они объединились ещё с одним дистрибутивом, Jurix, также основанном на Slackware. Теперь это был действительно полноценный новый дистрибутив, получивший название S.u.S.E Linux 4.2.
4 ноября 2003 года компания SUSE Linux была перекуплена американской корпорацией Novell. Несмотря на опасения многих, Novell не стала вмешиваться в дела компании, напротив, повернувшись лицом к пользователям и опубликовав под лицензией GNU GPL исходные коды одной из главных особенностей дистрибутива — проприетарной программы администрирования YaST2.
Наследие SUSE было явно заметно в версии 9.1 (выпущенной после её приобретения фирмой Novell) с характерными утилитами администрирования, большим количеством программных пакетов и широкой документацией. Начиная с 10-й версии проект разрабатывается сообществом openSUSE.
На основе openSUSE также собираются дистрибутивы для корпоративных клиентов: Novell Linux Desktop (NLD), Suse Linux Enterprise Desktop (SLED) и Suse Linux Enterprise Server (SLES).
В 2007—2008 годах Novell активно сотрудничает с Microsoft, которая в результате соглашения о патентах поддерживает и распространяет дистрибутивы SuSE, в которых немаловажную роль играет Mono — реализация запатентованной Microsoft платформы .NET, что вызвало недовольство части сообщества пользователей и разработчиков свободного ПО.
Начиная с версии 11.0 система управления пакетами использует более мощный, чем bzip2, компрессор данных — LZMA.
В версии 11.1 добавлена поддержка SELinux. Причём поддержка AppArmor (используемого по умолчанию) сохранена в полной мере. Решение по активации той или иной системы принимает пользователь.
15 сентября 2014 — Novell продана британской компании Micro Focus International.
В июле 2018 года, Micro Focus International, материнская компания SUSE с 2014 года, объявила о своём намерении продать бизнес-подразделение SUSE своей дочерней компании EQT Partners в первом квартале 2019 года.

## История версий
Жизненный цикл версии (срок, в течение которого выпускаются критические обновления) два года.
Начиная с версии 11.2, релизы имеют кодовые имена: название оттенка зелёного цвета, являющимся основным в оформлении данного релиза.
Поддержку openSUSE Leap 42.3 планировалось прекратить в январе 2019 года, но поддержка была продлена до июня 2019 года.
| Название проекта                | Версия  | Дата выпуска | Окончания поддержки | Версия ядра Linux | Кодовое имя |
| ------------------------------- | ------- | ------------ | ------------------- | ----------------- | ----------- |
| S.u.S.E Linux (Slackware based) | 3/94    | 1994-03-??   |                     | 1.0.0             |             |
| S.u.S.E Linux (Slackware based) | 7/94    | 1994-07-??   |                     | ?.?.?             |             |
| S.u.S.E Linux (Slackware based) | 11/94   | 1994-11-??   |                     | 1.0.9             |             |
| S.u.S.E Linux (Slackware based) | 4/95    | 1995-04-??   |                     | 1.2.9             |             |
| S.u.S.E Linux (Slackware based) | 8/95    | 1995-08-??   |                     | 1.2.9             |             |
| S.u.S.E Linux (Slackware based) | 11/95   | 1995-11-??   |                     | 1.2.9             |             |
| S.u.S.E Linux                   | 4.2     | 1996-05-??   |                     | 1.2.13            |             |
| S.u.S.E Linux                   | 4.3     | 1996-09-??   |                     | 2.0.18            |             |
| S.u.S.E Linux                   | 4.4     | 1997-05-??   |                     | 2.0.25            |             |
| S.u.S.E Linux                   | 5.0     | 1997-07-??   |                     | 2.0.30            |             |
| S.u.S.E Linux                   | 5.1     | 1997-10-??   |                     | 2.0.32            |             |
| S.u.S.E Linux                   | 5.2     | 1998-03-23   |                     | 2.0.33            |             |
| S.u.S.E Linux                   | 5.3     | 1998-09-10   |                     | 2.0.35            |             |
| SuSE Linux                      | 6.0     | 1998-12-21   |                     | 2.0.36            |             |
| SuSE Linux                      | 6.1     | 1999-04-07   |                     | 2.2.6             |             |
| SuSE Linux                      | 6.2     | 1999-08-12   |                     | 2.2.10            |             |
| SuSE Linux                      | 6.3     | 1999-11-25   |                     | 2.2.13            |             |
| SuSE Linux                      | 6.4     | 2000-03-09   |                     | 2.2.14            |             |
| SuSE Linux                      | 7.0     | 2000-09-27   |                     | 2.2.16            |             |
| SuSE Linux                      | 7.1     | 2001-01-24   |                     | 2.2.18            |             |
| SuSE Linux                      | 7.2     | 2001-06-15   |                     | 2.4.4             |             |
| SuSE Linux                      | 7.3     | 2001-10-13   |                     | 2.4.9             |             |
| SuSE Linux                      | 8.0     | 2002-04-22   |                     | 2.4.18            |             |
| SuSE Linux                      | 8.1     | 2002-09-30   |                     | 2.4.19            |             |
| SuSE Linux                      | 8.2     | 2003-04-07   |                     | 2.4.20            |             |
| SUSE Linux                      | 9.0     | 2003-10-15   |                     | 2.4.21            |             |
| SUSE Linux                      | 9.1     | 2004-04-23   |                     | 2.6.4             |             |
| SUSE Linux                      | 9.2     | 2004-10-25   |                     | 2.6.8             |             |
| SUSE Linux                      | 9.3     | 2005-04-16   |                     | 2.6.11            |             |
| SUSE Linux                      | 10.0    | 2005-10-06   |                     | 2.6.13            |             |
| SUSE Linux                      | 10.1    | 2006-05-11   |                     | 2.6.16            |             |
| SUSE Linux                      | 10.1bis | 2006-10-13   |                     | 2.6.16            |             |
| openSUSE                        | 10.2    | 2006-12-07   |                     | 2.6.18            |             |
| openSUSE                        | 10.3    | 2007-10-04   |                     | 2.6.22            |             |
| openSUSE                        | 11.0    | 2008-06-19   |                     | 2.6.25            |             |
| openSUSE                        | 11.1    | 2008-12-18   |                     | 2.6.27            |             |
| openSUSE                        | 11.2    | 2009-11-12   |                     | 2.6.31.5          | Emerald     |
| openSUSE                        | 11.3    | 2010-07-15   |                     | 2.6.34            | Teal        |
| openSUSE                        | 11.4    | 2011-03-10   |                     | 2.6.37.1          | Celadon     |
| openSUSE                        | 12.1    | 2011-11-16   |                     | 3.1.0             | Asparagus   |
| openSUSE                        | 12.2    | 2012-09-05   |                     | 3.4.11            | Mantis      |
| openSUSE                        | 12.3    | 2013-03-13   |                     | 3.7.10            | Dartmouth   |
| openSUSE                        | 13.1    | 2013-11-19   |                     | 3.11.3            | Bottle      |
| openSUSE                        | 13.2    | 2014-11-04   |                     | 3.16.6            | Harlequin   |
| openSUSE Leap                   | 42.1    | 2015-11-04   |                     | 4.1.10            | Malachite   |
| openSUSE Leap                   | 42.2    | 2016-11-16   |                     | 4.4               |             |
| openSUSE Leap                   | 42.3    | 2017-07-26   |                     | 4.4               |             |
| openSUSE Leap                   | 15.0    | 2018-05-25   |                     | 4.12              |             |
| openSUSE Leap                   | 15.1    | 2019-05-22   |                     | 4.12              |             |
| openSUSE Leap                   | 15.2    | 2020-07-02   |                     | 5.3               |             |
| openSUSE Leap                   | 15.3    | 2021-06-02   | Ноябрь 2022         | 5.3               |             |
| openSUSE Leap                   | 15.4    | 2022-06-08   | Ноябрь 2023         | 5.14              |             |
| openSUSE Leap                   | 15.5    | 2023-06-07   | Декабрь 2024        | 5.14.21           |             |
| openSUSE Leap                   | 15.6    | 2024-06-12   | Декабрь 2025        | 6.4               |             |
| openSUSE Leap                   | 16.0    | 2025-10      | Неизвестно          | Неизвестно        |             |

| Обозначения                      |
| -------------------------------- |
| Старый релиз, не поддерживается  |
| Старый релиз, ещё поддерживается |
| Текущий релиз                    |
| Планируемый релиз                |

## Заявленные преимущества
- Лёгкие для пользователей система настройки YaST и система управления пакетами Zypper
- Имеется набор драйверов «из коробки»
- Большой выбор пакетов, за счёт использования RPM и подключаемых репозиториев.
- Система сборки OBS

### Центр управления YaST
Начиная с версии SUSE Linux 6.3, в состав дистрибутива включается программа по администрированию ОС SUSE под названием YaST. Программа умеет работать с разделами жёсткого диска, даёт возможность проводить тонкую настройку системы (путём выбора уже заранее приготовленных опций), установку и удаление пакетов .RPM, получать обновления через интернет, настройку сетевых устройств, настройку брандмауэра, управление учётными записями пользователей и многое другое. Со временем в YaST было добавлено множество разных модулей, в том числе и модуль поддержки Bluetooth. Так, есть возможность контроля над приложениями. В YaST когда-то был интегрирован модуль SaX2, который позволял управлять разрешением экрана монитора, однако с openSUSE 11.3 SaX2 был удалён.

Пользовательский интерфейс YaST
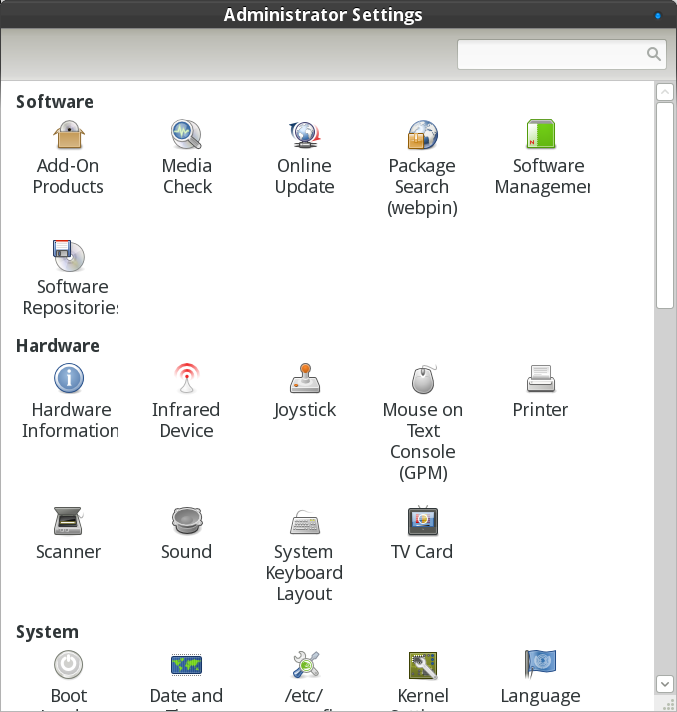
GTK+
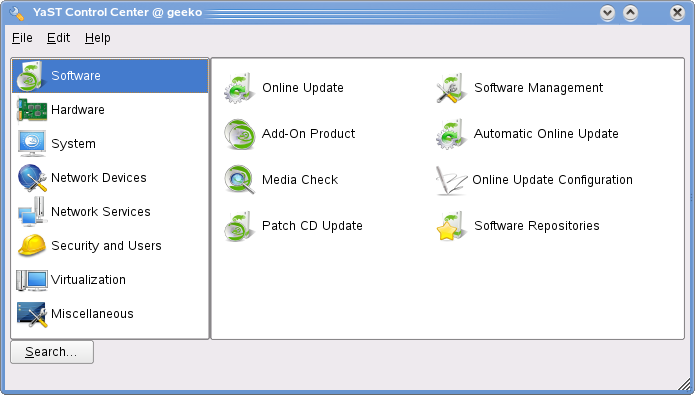
Qt
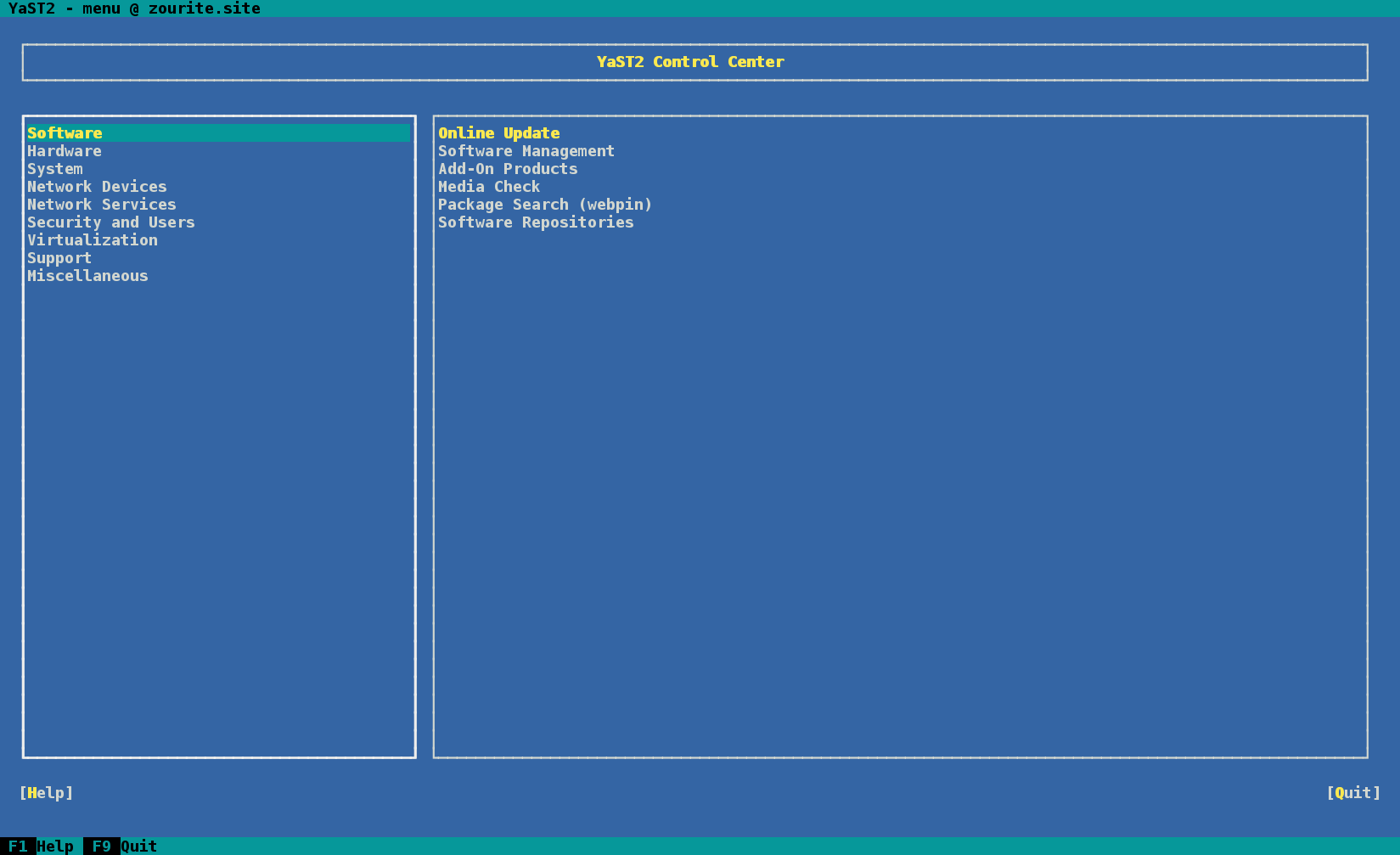
ncurses
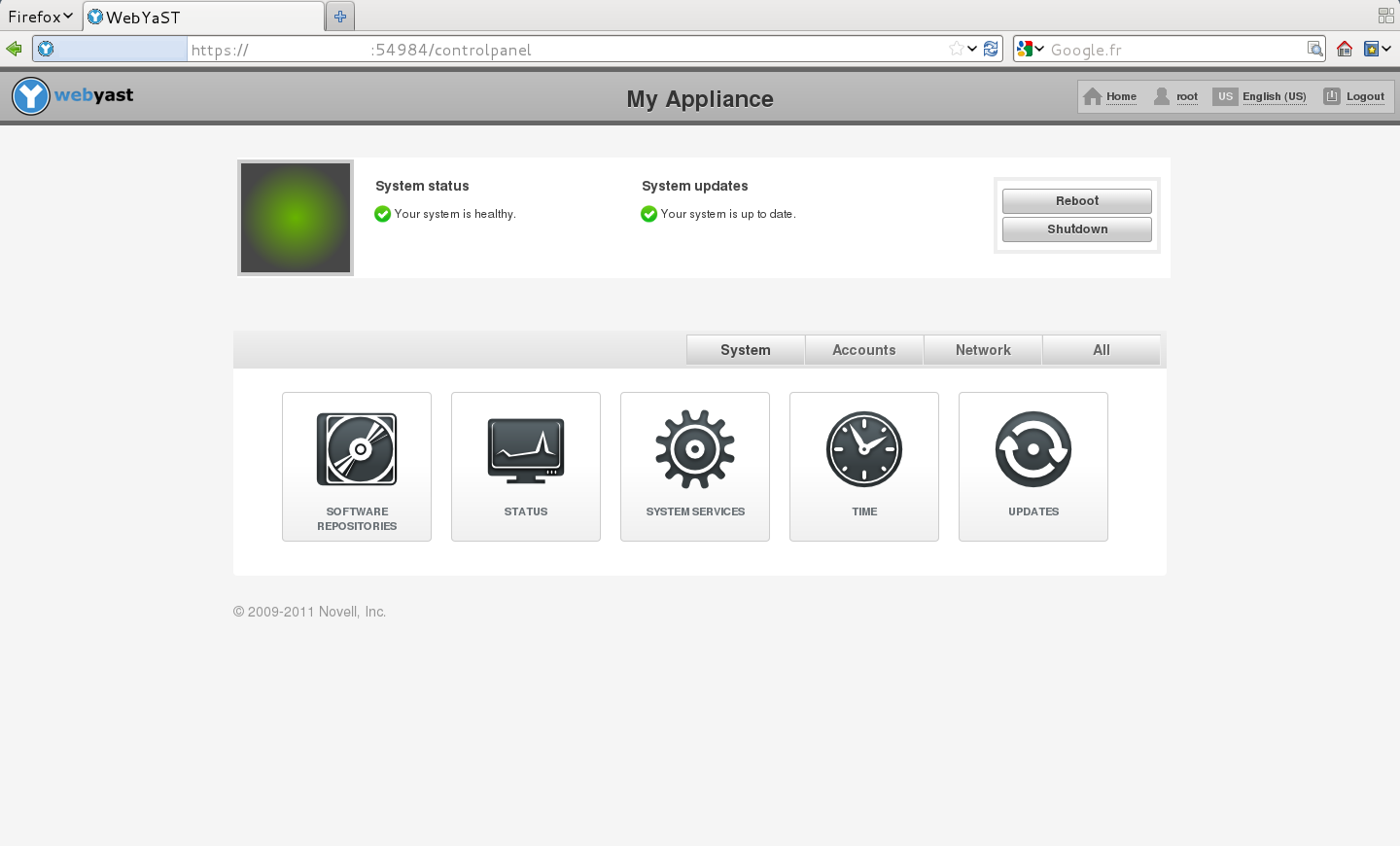
Web

### Система управления пакетами ZYpp
ZYpp (или libzypp) выступает бэкендом для zypper, пакетного менеджера по-умолчанию в openSUSE. Возможности:
- установка и удаление пакетов .RPM (zypper install имя пакета, zypper remove имя пакета)
- обновление пакетов (zypper up)
- обновление всего дистрибутива (zypper dup)

Даёт возможность работать с репозиторием:
- Добавлять и удалять репозитории (zypper ar -r http://example.com/repodata.repo, zypper rr имя репозитория)
- Просматривать весь список репозиториев в системе (zypper repos)

Также реализована возможность поиска пакетов в установленных репозиториях.

### Build Service
openSUSE Build Service предоставляет разработчикам программного обеспечения инструмент для компиляции исходного кода и его сборки в исполняемые файлы. Предоставляет возможность дальнейшей публикаций готовых исполняемых пакетов для разных дистрибутивов, в том числе Mandriva, Ubuntu, Fedora и Debian. Данный сервис упрощает процесс упаковки, так что разработчики могут легко упаковать одну программу для многих дистрибутивов, и многие релизы openSUSE, что делает пакеты доступными для пользователей независимо от того, какой дистрибутив они используют. Сервис работает под лицензией GPL.

### AutoYaST
AutoYaST является частью YaST2 и используется для автоматической конфигурации. Конфигурация хранится в XML-файлах и происходит без вмешательства пользователя.

### Рабочие окружения
2 января 2006 года SUSE разработчик Дэвид Ревеман (David Reveman) анонсировал X server Xgl. Архитектура X сервера позволяет одновременно использовать преимущества современных графических карт с помощью своих OpenGL драйверов, поддержка слоёв поверх OpenGL с помощью библиотеки Glitz. Compiz, один из первых композитных оконных менеджеров для X Window System, который пользуется этим OpenGL-ускорением.

#### Рабочее окружение KDE
SUSE была одним из ведущих участников проекта KDE в течение многих лет. На данный момент, SUSE также делится большим количеством своих разработчиков для работы непосредственно для окружения KDE, чем любой другой дистрибутив. Следовательно, SUSE внесла очень большой вклад в разработку данного окружения и затронула многие библиотеки KDE. А именно:
- kdelibs
- KDEBase
- Kontact
- kdenetwork

Другие заметные проекты, включая:
- Kickoff — новое меню в KDE Plasma Desktop.

#### Рабочее окружение GNOME
Группа разработчиков Ximian (ставшая частью Novell), продолжали разработку приложений GNOME, в частности:
- F-Spot
- Novell Evolution
- Banshee

Начиная с версии 12.1, SUSE собирается с рабочим окружением GNOME3. Последний релиз, в котором использовался GNOME2, был 11.4.

## Системные требования
openSUSE способна работать с большинством PC-совместимых компонентов аппаратного обеспечения.
Следующие требования должны быть соблюдены для обеспечения комфортной работы с openSUSE 42.1
- Pentium* 4 1,6 ГГц или более современный процессор (рекомендуется Pentium 4 2,4 ГГц или мощнее — или любой AMD64 или Intel* EM64T процессор).
- Оперативная память: 1 ГБ физической памяти (рекомендуется 2 ГБ).
- Жёсткий диск: минимум 3 ГБ свободного дискового пространства, 5 ГБ при установке графического рабочего стола (рекомендуется больше, в зависимости от количества устанавливаемых программ).
- Звуковая и видеокарты: поддерживается большинство современных звуковых и видеокарт, минимальное разрешение экрана 800×600 (рекомендуется 1024×768 или больше).
- Для успешной установки потребуется загрузка с внешнего накопителя или поддержка загрузки по сети (потребуется настроить PXE, обратитесь к статье о сетевой установке). Установка также возможна при существующей установленной версии openSUSE.

Загрузчик GRUB может работать и с другими операционными системами на той же машине. Можно установить openSUSE в свободный раздел жёсткого диска при сохранении работоспособности существующих ОС в других разделах.

## Обновления
Начиная с версии 11.4, появилась возможность подключить репозиторий Tumbleweed, что позволяет использовать последние стабильные версии пакетов, не дожидаясь выхода следующего выпуска дистрибутива. Например, если в выпуске 11.4 использовалась версия ядра 2.6, то обновление до версии 3.0 было бы возможным только с выходом 12.1, либо подключением отдельного репозитория. Но Tumbleweed позволяет сделать это практически сразу после того, как разработчики ядра объявят версию 3.0 стабильной. Такая модель называется «скользящее обновление» (Rolling release).

## Галерея

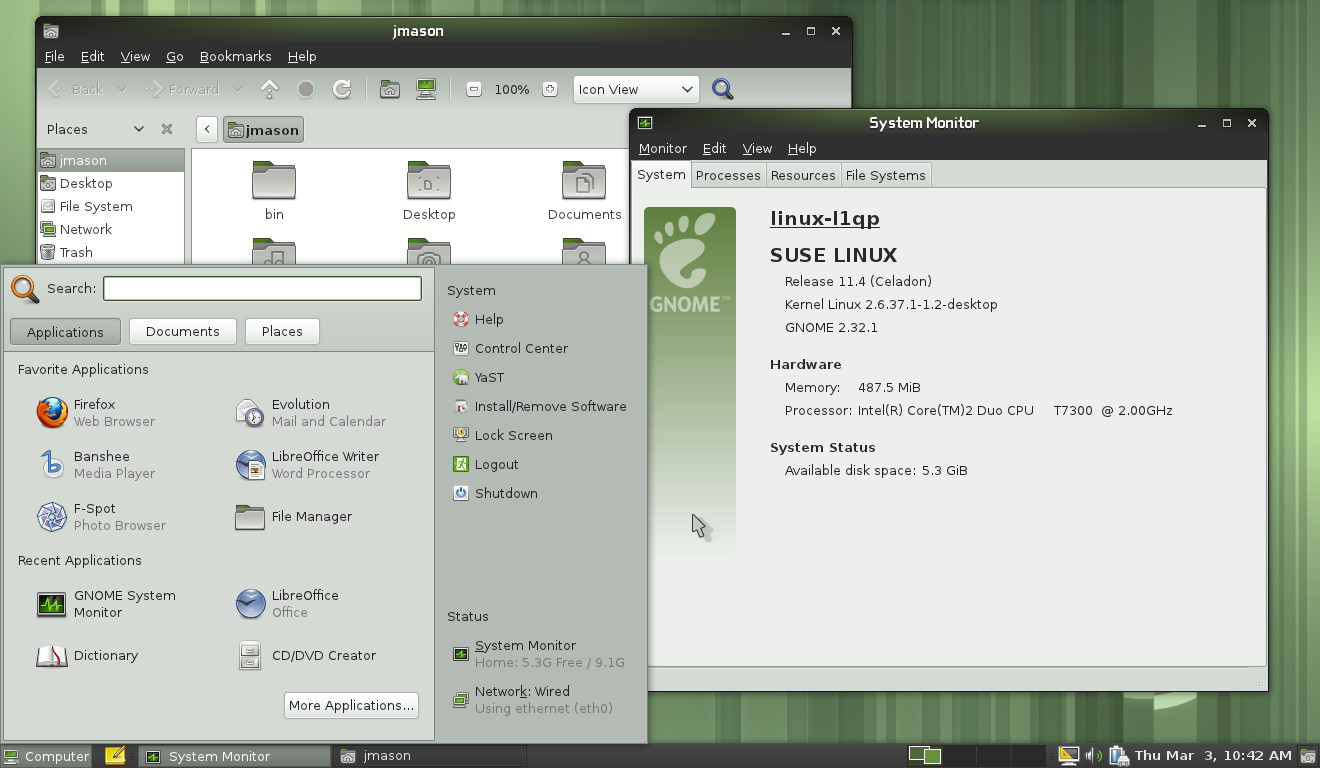
openSUSE 11.4, Gnome 2.32
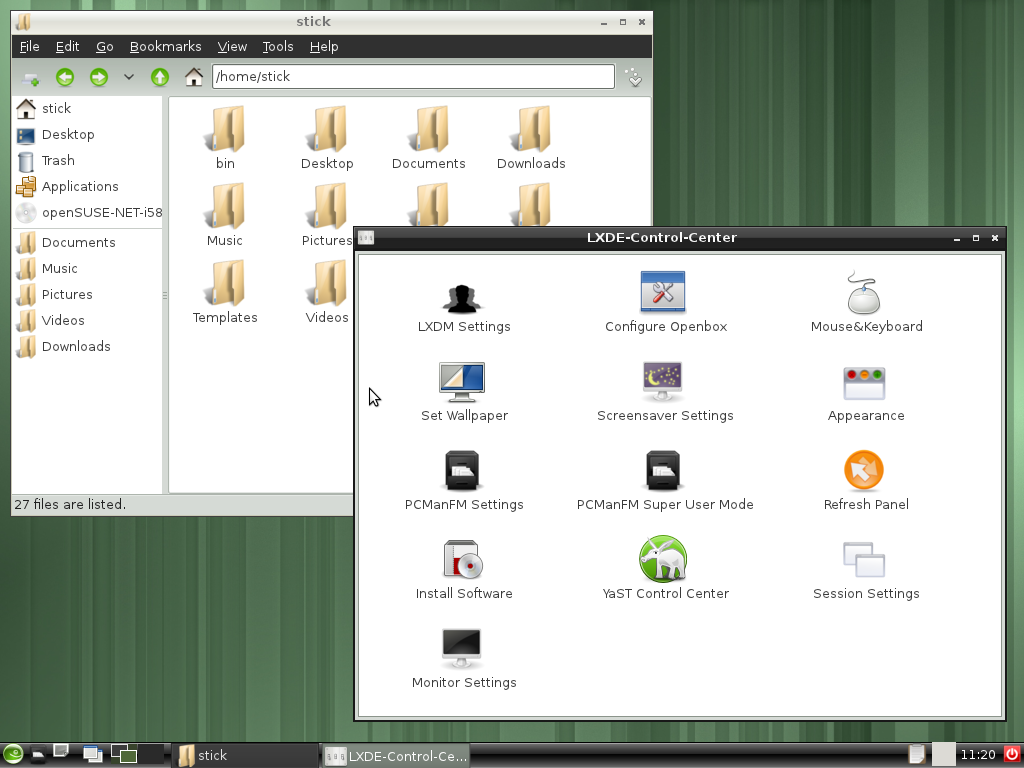
openSUSE 11.4, LXDE
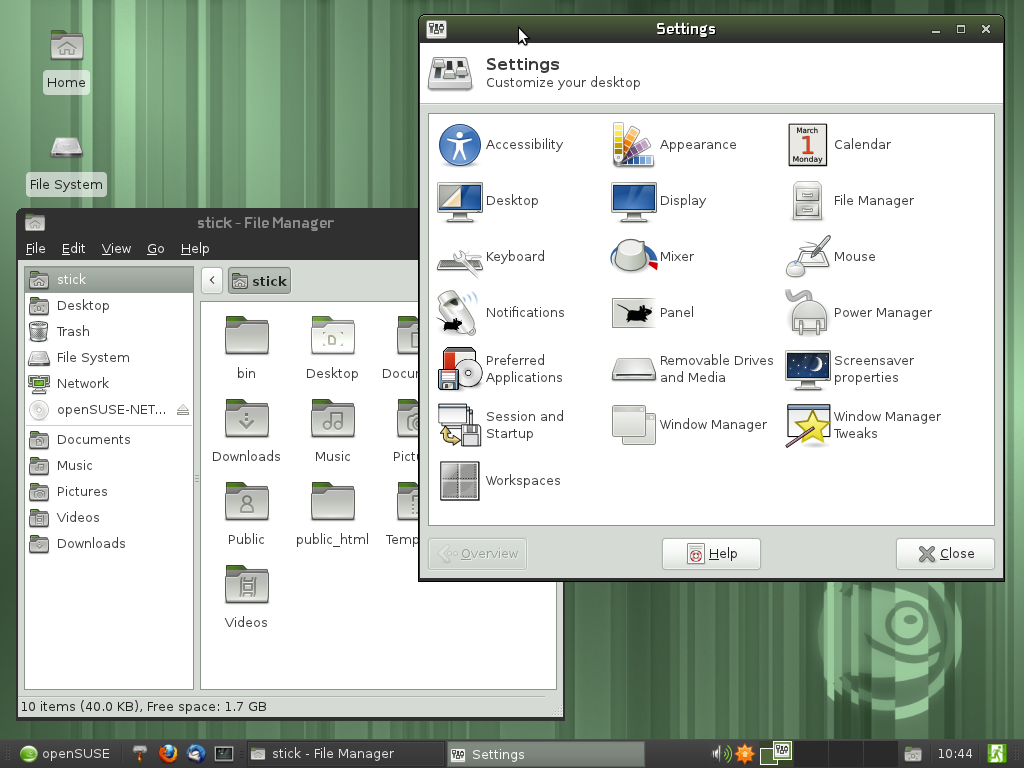
openSUSE 11.4, XFCE
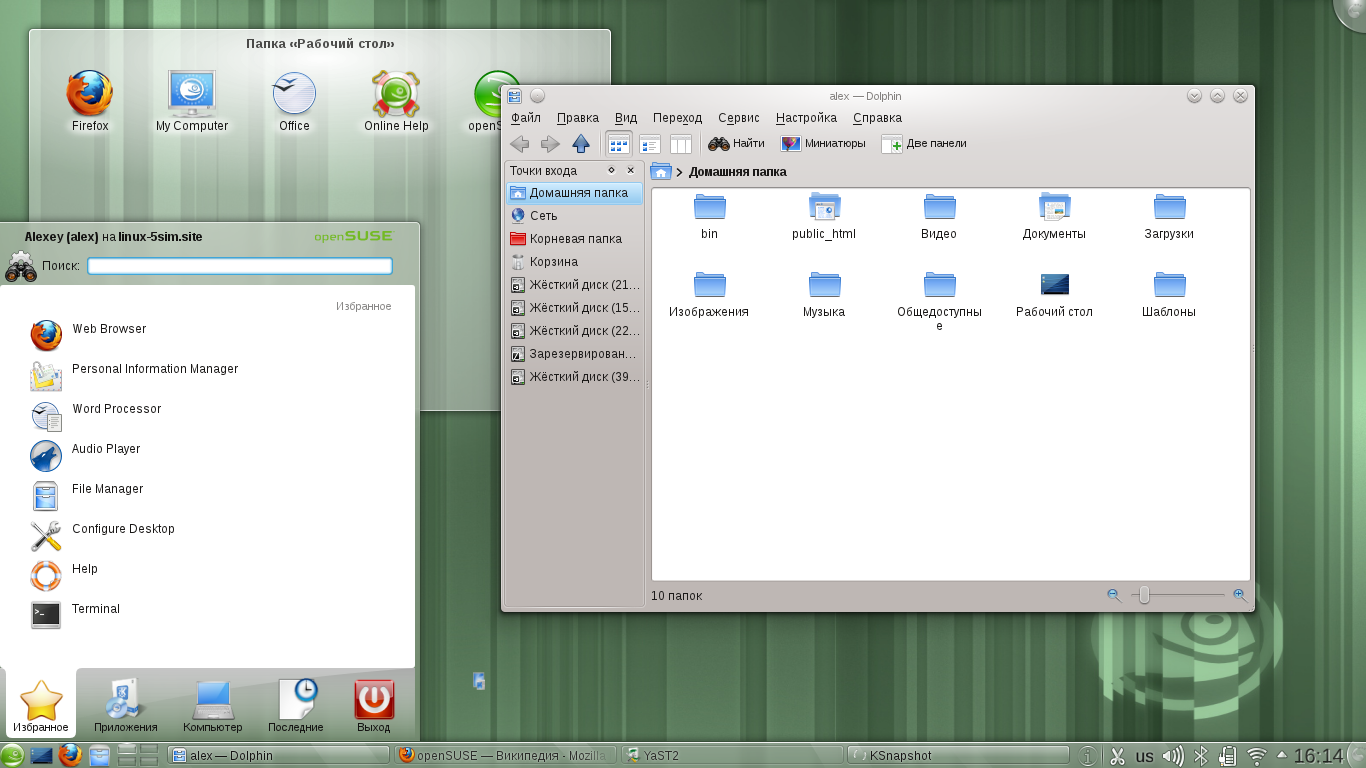
openSUSE 11,4 KDE4
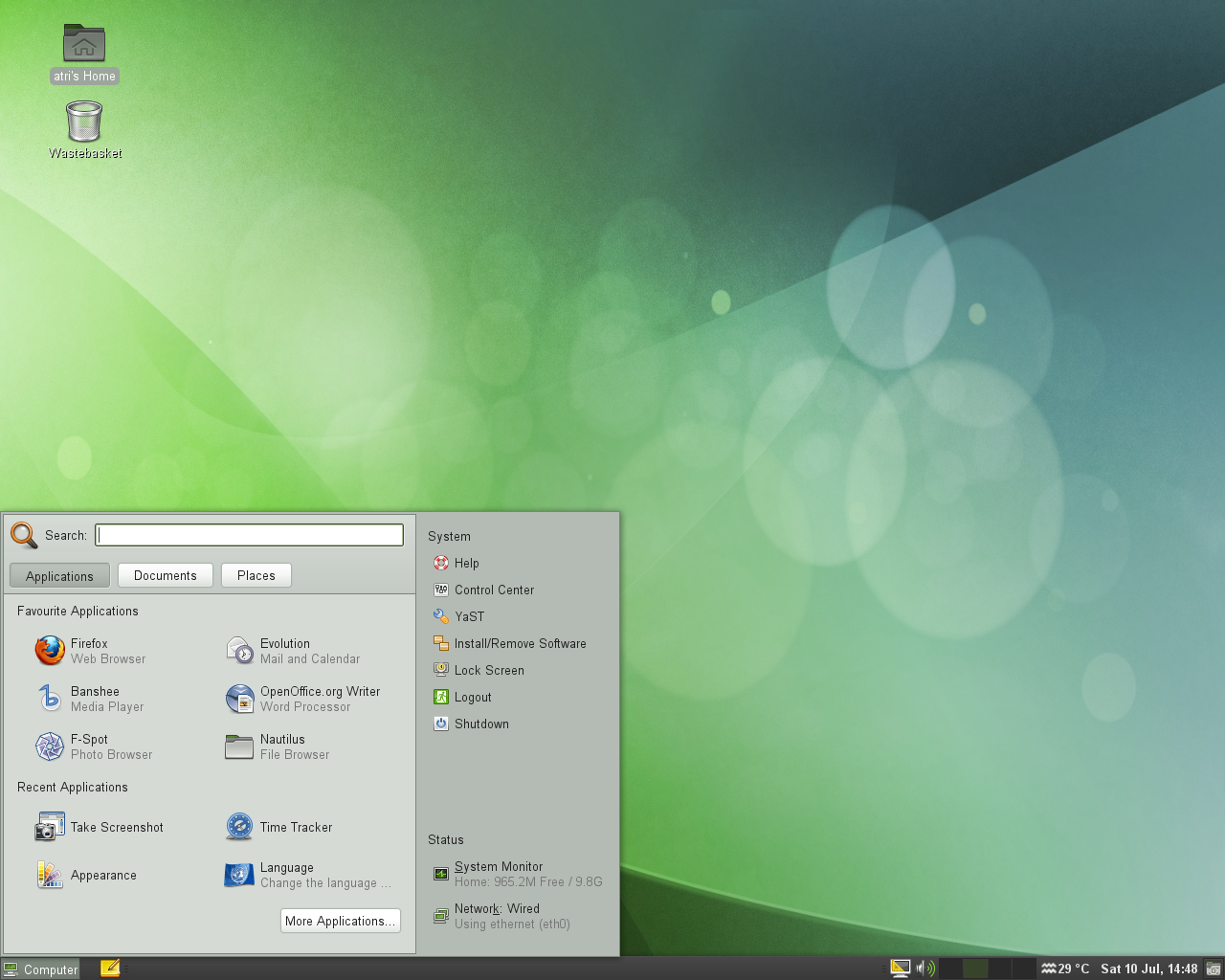
openSUSE 11.3, GNOME
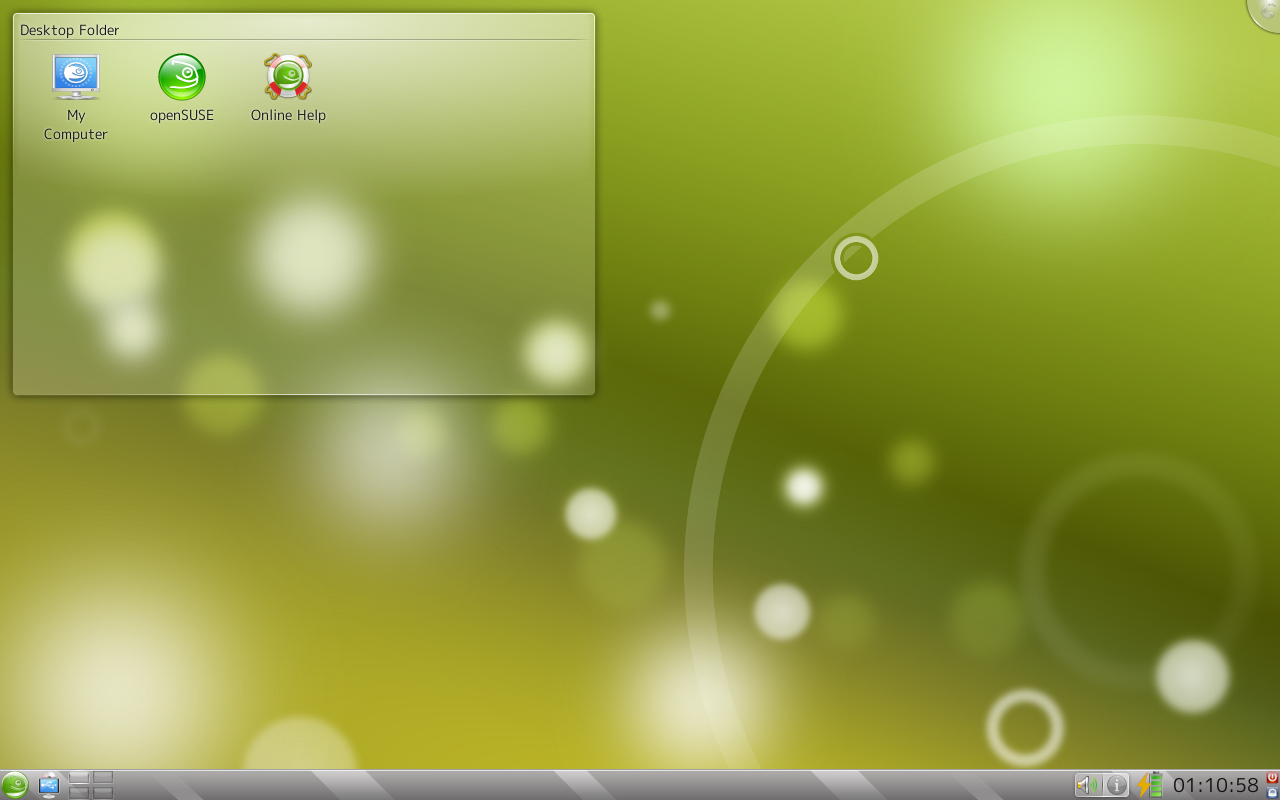
openSUSE 11.2, KDE4
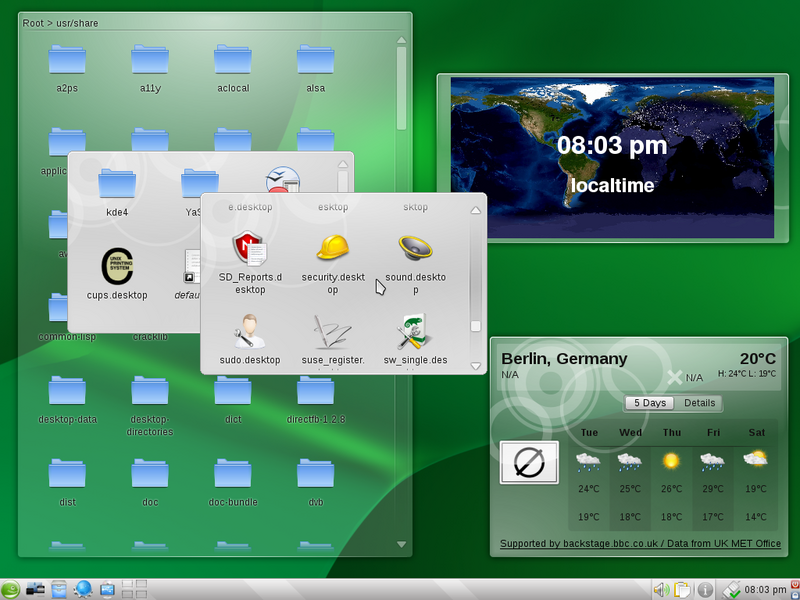
openSUSE 11.2, KDE4

## Дистрибутивы Linux, основанные на openSUSE
- JackLab: (разработка прекращена)[102].
- kmLinux[103].
- Linkat: дистрибутив, разработанный в Каталонии.
- Linux-Musterlösung[нем.].
- NetSecL
- openSUSE Education[104].
- openSUSE Medical[105].
- GeckoLinux[106].